# Klubowe Mistrzostwa Świata w piłce siatkowej kobiet 1994
III Klubowe Mistrzostwa Świata w piłce siatkowej kobiet odbyły się w 1994 roku w São Paulo w Brazylii. W turnieju wystartowało 6 drużyn. Mistrzem po raz pierwszy została drużyna Leite Moca São Paulo.

## Klasyfikacja końcowa
| Miejsce | Reprezentacja           |
| ------- | ----------------------- |
|         | Leite Moca São Paulo    |
|         | PVF Matera              |
|         | BCN Guarujà             |
| 4.      | Urałoczka Jekaterynburg |
| 5.      | Camagüey                |
| 5.      | Ecoclear Sumirago       |